# Межді Трав'ї
Межді Трав'ї (араб. مجدي تراوي, *нар. 13 грудня 1989, Сус) — туніський футболіст, півзахисник. Виступав, зокрема, за «Есперанс» та національну збірну Тунісу.

## Клубна кар'єра
Народився 13 грудня 1989 року в місті Сус. Вихованець футбольної школи клубу «Етюаль дю Сахель». Дорослу футбольну кар'єру розпочав 2002 року в основній команді того ж клубу, в якій провів шість сезонів, взявши участь у 149 матчах чемпіонату. Більшість часу, проведеного у складі «Етюаль дю Сахель», був основним гравцем команди.
Своєю грою за цю команду привернув увагу представників тренерського штабу австріського клубу «Ред Булл», до складу якого приєднався 2008 року. Провів на контракті з клубом із Зальцбурга наступні два сезони своєї ігрової кар'єри, проте пробитися до основної команди не.зміг, провівши у її складі за цей час лише 8 ігор. Протягом 2009 року захищав на умовах оренди кольори еміратського «Аль-Вахда».
До складу клубу «Есперанс» приєднався 2010 року. Наразі встиг відіграти за команду зі столиці Тунісу 89 матчів в національному чемпіонаті,

## Виступи за збірну
У 2004 році дебютував в офіційних матчах у складі національної збірної Тунісу. Наразі провів у формі головної команди країни 38 матчів, забивши 1 гол.
У складі збірної був учасником Кубка африканських націй 2008 року у Гані, Кубка африканських націй 2012 року у Габоні та Екваторіальній Гвінеї, Кубка африканських націй 2013 року у ПАР.

## Досягнення
- Чемпіон Тунісу: 2006/07
- Чемпіон Австрії: 2008/09
- Володар Кубка ліги Тунісу: 2005
- Володар Суперкубка КАФ: 2007
- Переможець Ліги чемпіонів КАФ: 2007
- Володар Кубка Конфедерації КАФ: 2006
- Володар Кубка володарів кубків КАФ: 2003
- 4-е місце на клубному чемпіонаті світу з футболу 2007
- Переможець Чемпіонату африканських націй: 2011